# Neurothemis decora
Neurothemis decora là loài chuồn chuồn trong họ Libellulidae. Loài này được Kaup in Brauer mô tả khoa học đầu tiên năm 1866.